# Резаабаде-Суфиан
Резаабаде-Суфиан (перс. رضاآباد صوفیان‎) — село на севере Ирана, в остане Альборз. Входит в состав шахрестана Саводжболаг. Является частью дехестана (сельского округа) Сеидабад Центрального бахша.

## География
Село находится в центральной части Альборза, к югу от хребта Эльбурс, на расстоянии приблизительно 21 километра к западу от Кереджа, административного центра провинции. Абсолютная высота — 1276 метров над уровнем моря.

## Население
По данным переписи 2006 года население села составляло 736 человек (369 мужчин и 367 женщин). В Резаабаде-Суфиане насчитывалось 187 семей. Уровень грамотности населения составлял 68,89 %. Уровень грамотности среди мужчин составлял 73,98 %, среди женщин — 63,76 %.